# Nemanja Belaković
Nemanja Belaković (in serbo Немања Белаковић?; Kraljevo, 8 gennaio 1997) è un calciatore serbo, attaccante del Radnički Niš.

## Carriera
Ha giocato nella prima divisione serba, in quella lettone ed in quella austriaca.